# دوري جزر المالديف لكرة القدم 2011
دوري جزر المالديف لكرة القدم 2011 هو موسم من دوري جزر المالديف لكرة القدم ‏. فاز فيه نادي في بي.